# Saint-Bonnet-le-Courreau
Saint-Bonnet-le-Courreau – miejscowość i gmina we Francji, w regionie Owernia-Rodan-Alpy, w departamencie Loara.
Według danych na rok 1990 gminę zamieszkiwało 805 osób, a gęstość zaludnienia wynosiła 16 osób/km² (wśród 2880 gmin regionu Rodan-Alpy Saint-Bonnet-le-Courreau plasuje się na 902. miejscu pod względem liczby ludności, natomiast pod względem powierzchni na miejscu 62.).